# Сіллано-Джункуньяно
Сіллано-Джункуньяно (італ. Sillano Giuncugnano) — муніципалітет в Італії, у регіоні Тоскана,  провінція Лукка. Муніципалітет утворено 1 січня 2015 року шляхом об'єднання муніципалітетів Джункуньяно та Сіллано.
Сіллано-Джункуньяно розташоване на відстані близько 320 км на північний захід від Рима, 95 км на північний захід від Флоренції, 50 км на північний захід від Лукки.
Населення — 1126 осіб (2014).
Щорічний фестиваль відбувається 2 вересня та 30 листопада. Покровитель — Sant'Antonino.

## Демографія
Населення за роками:

## Сусідні муніципалітети
- Казола-ін-Луніджана
- Фівіццано
- Мінуччано
- П'яцца-аль-Серкьо
- Колланья
- Лігонкьо
- Сан-Романо-ін-Гарфаньяна
- Вілла-Коллемандіна
- Вілла-Міноццо